# Keper (dak)
Een keper is een onderdeel van een dakconstructie, bestaande uit een rib die van de voet van het dak tot de nok loopt. De kepers rusten op de gording en zijn daarop vastgespijkerd.
De term keper komt in de bouwkunde nog voor in hoek- en kilkeper, de uitwendige en inwendige hoek tussen twee dakschilden. Een rib is een dunne houten balk van 7,5 × 7,5 cm tot 12,5 × 17,5 cm.